# Gnesta samrealskola
Gnesta samrealskola var en realskola i Gnesta verksam från 1923 till 1971.

## Historia
Skolan har sitt ursprung i en privat realskola som 1919 ombildades till en högre folkskola. Denna ombildades 1923 till en kommunal mellanskola. Denna ombildade successivt från 1948 till Gnesta samrealskola.
Realexamen gavs från 1924 till 1971.
Skolbyggnaden togs efter realskolan över av Frejaskolan. 